# Лесник, повар и дыра в небе
«Лесник, повар и дыра в небе» (англ. The Ranger, the Cook and a Hole in the Sky, 1995) — телефильм американского режиссёра Джона Кента Харрисона.

## Сюжет
В 1919 году молодой парень работает подрывником в живописнейших местах на лесника Билла, хлебнувшего лиха на войне. Они строят дорогу. Он не любит повара, задевает его и выкобенивался перед лесником. А лесник даёт ему самые трудные задания, а он их, чтобы доказать ему, выполняет.

## В ролях
- Сэм Эллиотт — Билл Белл
- Джерри О’Коннолл — Мак
- Рикки Джей — Хоукс
- Молли Паркер — Сью
- Дон С. Дэвис — мистер Смит
- Роберт Уизден — Канада
- Майкл Тейлс — Ред
- Том Батлер — мистер МакБрайд

## Съёмочная группа
- Режиссёр: Джон Кент Харрисон (John Kent Harrison)
- Сценарист: Роберт Уэйн (Robert Wayne)

по рассказу «USFS 1919: The Ranger, the Cook and A Hole in the Sky» Нормана Маклина (Norman Maclean)
- Продюсер: Брент Шилдс (Brent Shields)
- Исполнительный продюсер: Ричард Уэлш (Richard Welsh)
- Композитор: Лоуренс Шрагг (Lawrence Shragge)
- Оператор: Генри М. Либо (Henry M. Lebo)
- Монтаж: Майкл Д. Орнштейн (Michael D. Ornstein)
- Подбор актёров: Линн Крессел (Lynn Kressel)
- Художники-постановщики: Даглас Хиггинс (Douglas Higgins), Пол Джоял (Paul Joyal)
- Художник по костюмам: Джейн Стилл (Jane E. Still)

Производство компании «Signboard Hill Productions». 

Прокат: «American Broadcasting Company», «Hallmark Home Entertainment»